# Esmeralda clarkei
Esmeralda clarkei är en orkidéart som beskrevs av Heinrich Gustav Reichenbach. Esmeralda clarkei ingår i släktet Esmeralda och familjen orkidéer. Inga underarter finns listade i Catalogue of Life.